# Grækenlands geografi
Grækenland er en republik i Sydeuropa, der dels består af en fastlandsdel, beliggende på den sydligste del af Balkanhalvøen. Dels af et arkipelag med over 2.000 øer. Landet har et samlet areal på 131.957 km2, hvoraf de 130,647 km2 er land og de 1,310 km2 er vand.
Grækenland grænser til Albanien (282 km) i nordvest, Makedonien (246 km) i nord, Bulgarien (494 km) i nordøst og til Tyrkiet (206 km på land) i øst. Grækenland har en samlet kystlinje på 13.676 km og grænser mod syd og sydvest til Middelhavet og det Ioniske Hav. Mod øst og sydøst mod det Ægæiske Hav.
Grækenlands hovedstad er Athen. Af andre byer kan nævnes Thessaloniki i den nordlige del af Grækenland samt Piræus ved Athen.
Efter en kommunalreform i 1996 er landet inddelt i tretten regioner, 54 præfekturer og 1.033 kommuner.

## Landskabet
Tre fjerdedele af landets areal består af bjerge, der er lavet af sandsten, kalksten, granit, skifer og vulkanske stenarter. Især den sydlige del af landet ligger et sted, hvor der er og til er jordskælv. Der er dog også sletter

## De græske øer
Grækenland har mere end 2.000 øer, hvoraf de to største er Kreta (8.261 km2) og Evia (3.655 km2). Heraf er 800 navngivet og 140 beboede. De græske øer udgør 19% af landets areal og der bor 1,5 mio mennesker på øerne (2001). De er et resultat af en landsænkning i området. De er opdelt i seks grupper med hver deres geografiske placering:
- Kykladerne i det Ægæiske Hav, mellem Grækenland og Tyrkiet
- Ioniske øer i det Ioniske Hav mod vest
- Saroniske øer sydvest for Athen
- Dodekaneserne, der ligger ud for Tyrkiet
- Sporaderne, der ligger nordøst for Athen
- Ægæiske øer mellem Grækenland og Tyrkiet